# Дюр, Николай Осипович
Никола́й О́сипович Дюр (5 [17] декабря 1807, Санкт-Петербург — 16 [28] мая 1839, Санкт-Петербург) — русский актёр, артист Императорских Петербургских театров, первый исполнитель ролей Молчалина (комедия А. С. Грибоедова «Горе от ума») и Хлестакова (комедия Н. В. Гоголя «Ревизор»).

## Биография
Николай Дюр родился 5 (17) декабря 1807 года в Санкт-Петербурге.
Его дед бежал от Французской революции.
Его дед, Жан Батист Дюр, во время революции переселился из Франции в Польшу, сделался придворным живописцем Станислава Понятовского и был убит во время возмущения Костюшки. Сын его Жозеф (Осип) едва спасся, приехал в Петербург и открыл парикмахерскую. Здесь он полюбил театр, познакомился со многими артистами русской труппы и, наконец, женился на сестре известной в то время танцовщицы Е. И. Колосовой. От этого брака и родился Н. О. Дюр. 
Родная тётя юного Николая Дюра, известная танцовщица, разглядела в нём способности к танцам, и в 1816 году, при её содействии, он поступил в Петербургское театральное училище к балетмейстеру Ш. Л. Дидло. Очень скоро зарекомендовав себя способным учеником, он стал выступать в балетах своего учителя в небольших ролях амуров, пажей и т. п. Однако через некоторое время увлёекся драматической сценой — этому способствовал успех на драматической сцене его сестры Любови Осиповны Дюр, по сцене Дюровой (1805—1828), тоже ставшей актрисой и вышедшей замуж за Петра Каратыгина; а кроме того, одной из самых выдающихся драматических актрис времени была его двоюродная сестра Александра Колосова-Каратыгина, ставшая женой другого из братьев — Василия Каратыгина.
И начав учиться классическому балету, он уже заканчивал в 1829 году драматическое отделение училища у А. А. Шаховского.
В 1829 году, по окончании училища, был принят в труппу Петербургского императорского театра. Одновременно стал брать уроки музыки сначала у Бианко, а затем он перешёл к Антону Сапиенца. Помимо драматических ролей, выступал также и в операх (баритоновые партии): Брюнель в «Женевьеве Брабантской» (дебют 14 апреля 1830 на сцене петербургского Каменного театра), Калила («Доктор в хлопотах» композитора Ф. М. Толстого), (Бартоло — «Севильский цирюльник»; Папагено — «Волшебная флейта»; Лепорелло — «Дон Жуан»), Репейкин («Лучший день в жизни, или Урок богатым женихам»), Дандоло («Цампа, морской разбойник, или Мраморная невеста» Луи Герольда), Мазетто («Дон Жуан»), Лорда Кокбурга («Фра-Дьяволо, или Гостиница в Террачине»), Манифико («Золушка» Дж. Россини). Оперные партии готовил под рукуводством Катерино Кавоса.
С 1831 года — на сцене Михайловского театра с водевильным репертуаром, потом — в Александринском театре.
Со смертью актёра-комика Василия Рязанцева в 1831 году наследовал часть его ролей.

Более всего стал известен водевильными ролями: Жовиаль («Стряпчий под столом» Д. Т. Ленского), Фрейтаг, Макар Губкин («Девушка-гусар» и «Студент, артист, хорист и аферист») в водевилях Кони и мн. др.:
С 1831 Д. преим. выступал в водевильном репертуаре (исполнил св. 250 ролей), в к-ром пользовался большим успехом благодаря живой, непринужденной игре, красивому голосу, умению танцевать и свободно держаться на сцене. Особенный успех имел Д. в ролях «светских ветреников», комич. «стариков», а также в «ролях с переодеванием».

Дюр известен и как автор музыки к водевильным куплетам — всего к 50 водевилям. Сочинения: «Музыкальный альбом водевильных куплетов, составленный Николаем Дюром», Тетрадь 1-я, СПБ, 1837; «Душе моей теперь одни страданья». Романс для голоса в сопровождении ф-п. и виолончели. — СПб., 1837; «Не плачь, мой друг». Для голоса с ф-п. — СПб., 1838; Песня Вероники («О, милый друг») из трагедии «Уголино». Тетрадь 2-я, СПБ, 1838; Третий и последний музыкальный альбом водевильных куплетов, СПБ, 1839. Кроме того, сочинил шесть отдельных музыкальных пьес. Первый исполнитель ролей Молчалина и Хлестакова в первых постановках «Горя от ума» (1830) и «Ревизора» (1836) на сцене Александринского театра. Однако Гоголь был разочарован его исполнением. После премьеры «Ревизора» Гоголь писал: 
«Дюр ни на волос не понял, что такое Хлестаков. Хлестаков сделался чем-то вроде… целой шеренги водевильных шалунов…».
Среди партнёров по сцене: В. Н. Асенкова, М. Ф. Шелехова, А. Н. Рамазанов, М. Г. Шувалов, Н. С. Семенова, А. И. Иванова, В. М. Самойлов, В. А. Шемаев.

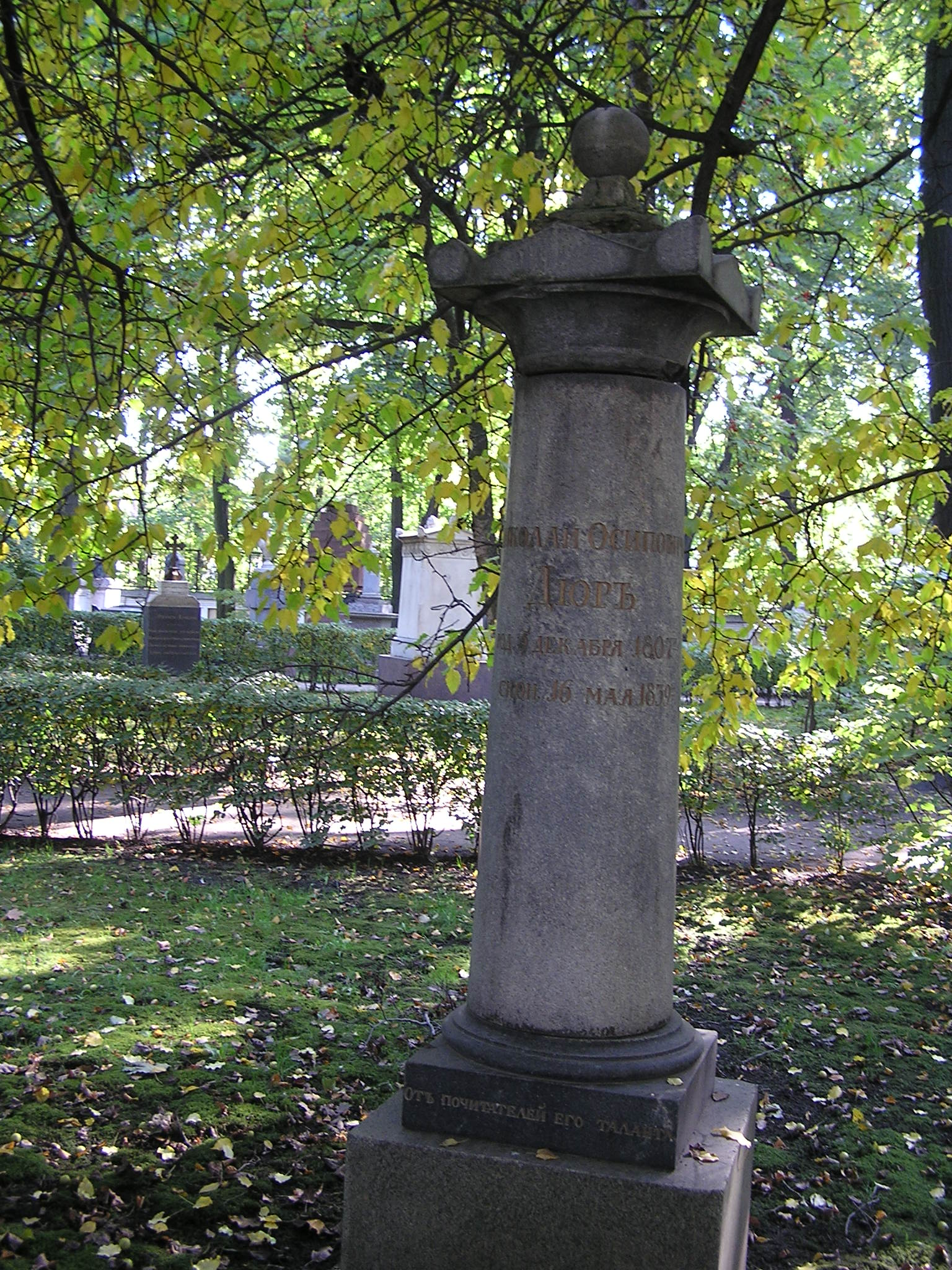
Надгробный памятник на Тихвинском кладбище Александро-Невской Лавры

Николай Дюр умер от чахотки 16 (28) мая 1839 года в Петербурге. Был похоронен на Смоленском православном кладбище; в 1936 году останки и надгробие были перенесены на Тихвинское кладбище — Некрополь мастеров искусств.
Его жена, Мария Дмитриевна, урождённая Новицкая (1816—1868), тоже была актрисой, танцовщицей, затем пела в опере, позднее перешла в драматическую труппу.

Вот что писал на его смерть А. И. Вольф, «Хроника петербургских театров»: 
 «Труппа лишилась в 1839 году Дюра, Годунова и Беккера. Потеря Дюра была особенно чувствительна, так как на нем держался весь водевильный репертуар. У него развилась чахотка. Он играл в последний раз 30 декабря 1838 г. роль Пузина в «Отце, каких мало», после того слег в постель и умер 17 мая. Женат он был на Новицкой, красивой мимической танцовщице, прославившейся в роле немой в «Фенелле», и имел от неё несколько детей. За два дня до смерти Дюр получил от директора театров следующее письмо: «Любезный Николай Осипович! Вследствие твоей просьбы я говорил с г. министром, а он позволил мне объявить тебе, что без сомнения Государь Император не оставит своими милостями жены и дочерей твоих в случае, если бы мы имели горесть тебя лишиться. Итак, с этой стороны ты должен быть совершенно спокоен, но я надеюсь, что Всевышний сохранит тебя для счастья твоего семейства и для славы русской сцены, и что ты еще сам много лет будешь пользоваться милостями Его Императорского Величества, чего душевно тебе желаю, пребывая с истинным уважением». Несмотря на то, что госпожа Дюр получала сама жалованье как артистка, ей было назначено 4 тысяч р. ас. пенсии, цифра по тому времени громадная. Роли Дюра распределились между Мартыновым, Максимовым 1-м, Самойловым 1-м и Каратыгиным 2-м».